# Martin Kratochvíl

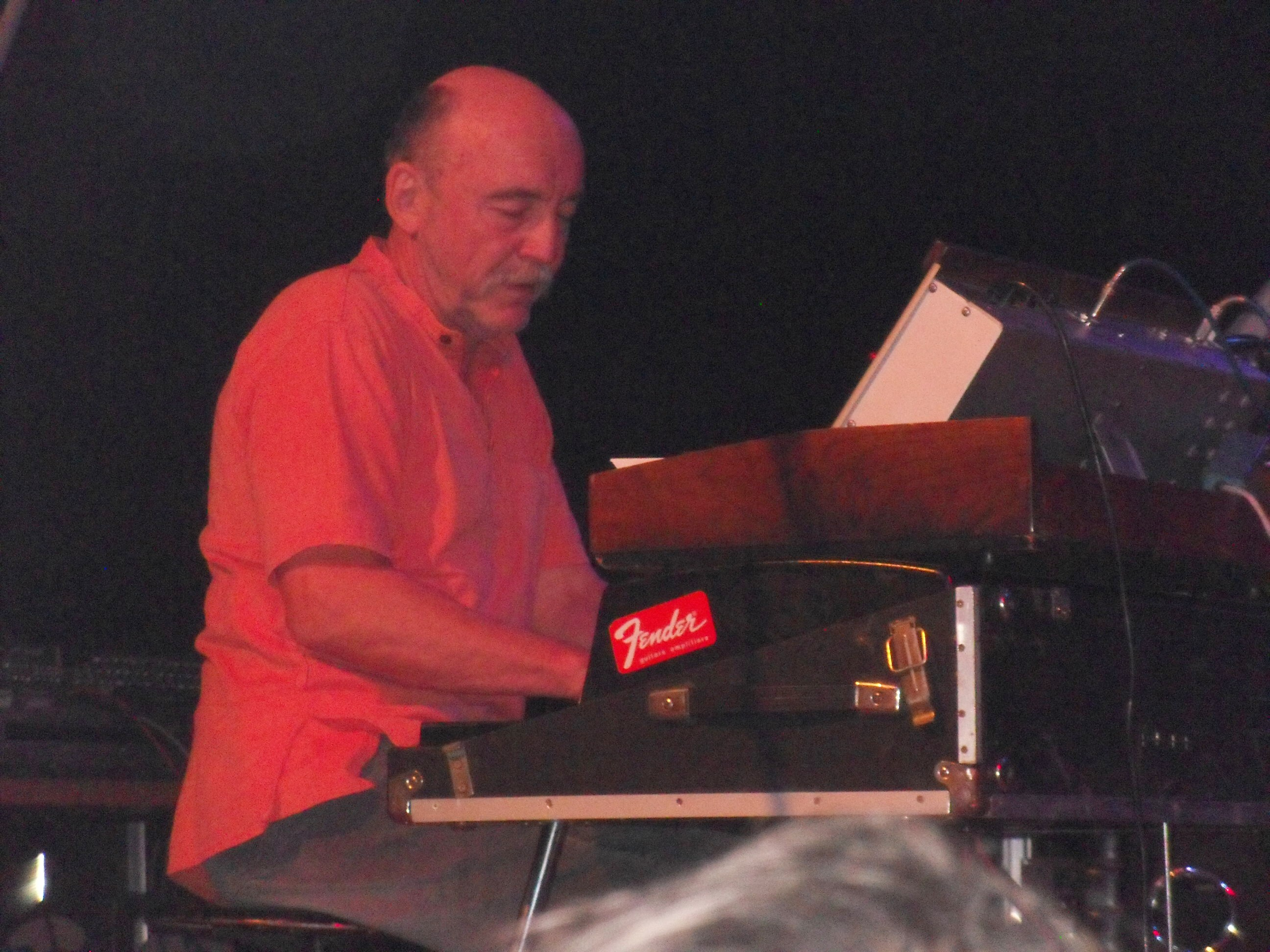
Martin Kratochvíl (2011)

Martin Kratochvíl (* 22. Mai 1946 in Prag) ist ein tschechischer Musiker des Modern und Fusion-Jazz (Piano, Komposition), Dokumentarfilmer und Geschäftsmann.

## Leben und Wirken
Kratochvíl gründete 1964 mit Jiří Stivín sein Quartett Jazz Q, aus dem sich in den 1970er Jahren mit dem Gitarristen Luboš Andršt und dem Bassisten  Vladimír Padrůněk, der auch komponierte, eine der wichtigsten Fusion-Bands in der Tschechoslowakei entwickelte. Gemeinsam mit der Rockband Blue Effect entstand 1970 das Album Coniunctio eine „Begegnung von Free Jazz und freiem Rock – eine Mischung, wie es sie in einer solchen Stilistik bis dahin noch nirgends auf der Welt gegeben hatte.“ Dabei griffen die Musiker, inspiriert durch Ornette Colemans Album Free Jazz (1961), das Konzept einer doppelten Rhythmusgruppe auf, vor der Kratochvíl mit seinen Keyboards, Radim Hladík mit der Gitarre und Stivín auf Saxophon bzw. Flöte die Frontlinie bildete. Das Resultat war eine „Mischung von freien Soundimprovisationen, harten Rock-Riffs, wilden Gitarren-Soli und expressiven Saxofon-Linien“ in einer Klangästhetik, die „verwegen und trotz gelegentlicher Bluesharmonien befreiend europäisch“ wirkte. Bis 1984 bestand Jazz Q und veröffentlichte weitere sieben Alben. 
Zudem komponierte Kratochvíl für die Sängerin Helena Vondráčková. Seit 1976 machte er weiterhin Dokumentarfilme (zunächst für das Fernsehen), für die er auch die Musik komponierte.
1989 gründete Kratochvíl das Plattenlabel Bonton Music, heute das größte tschechische Plattenlabel. Seit den 1990er Jahren war er auch in anderen Feldern als Unternehmer aktiv.
2001 gründete er ein neues Quartett, das 2013 mit dem Gitarristen Zdeněk Fischer, dem Bassisten Přemysl Faukner und dem Schlagzeug Ladislav Déczi das Album Znovu („Auf ein Neues“) vorlegte, dem 2014 das Soundtrack-Album Temné Slunce folgte. Auch trat er im Duo mit dem amerikanischen Gitarristen Tony Ackerman auf.

## Diskographische Hinweise
- Milan Svoboda / Martin Kratochvíl April Orchestra (1979)
- Kratochvíl & Ackerman Duolog (2001)

mit Jazz Q
- Blue Effect & Jazz Q Praha Coniunctio (1970)
- Pozorovatelna (1973)
- Symbiosis (1974)
- Elegy (1977)
- Zvesti (1979)
- Hvezdon (1984)
- Znovu (2013)